# ARC Iuridica Praha
ARC Iuridica Praha je český ragbyový klub založený v roce 1956, hrající na hřišti v Chrášťanech u Prahy.

## Historie
Počátky klubu sahají do roku 1956, kdy vznikl jako kroužek rugby v rámci tělesné výchovy během vysokoškolského studia na právnické fakultě Univerzity Karlovy v Praze. Koncem 50. let se poprvé zapojil do mistrovské soutěže Rugbyového svazu, ale jako opravdový sportovní klub se konstituoval až zhruba v 2. polovině 60. let 20. století.
Po většinu času byl organizačně oddílem v rámci Vysokoškolské tělovýchovné jednoty na Humanitních fakultách UK v Praze. Klíčovou událostí bylo získání vlastního hřiště v roce 1978 a následné vybudování vlastní klubovny s patřičným zázemím v 90. letech v Chrášťanech u Prahy. Teprve v roce 1996 se stal klub samostatnou právnickou osobou jako občanské sdružení ARC Iuridica Praha. V této podobě působí již 20 let.
15. května 1960 hrál s týmem AZKG Praha B (nynější Praga) 8:41
Historické klubové barvy: fialová a černá (barvy soudcovského taláru) a oranžová a modrá (barvy vysokoškolského sportu).
Motiv loga klubu: sova s šiškou (historicky prošel motiv různými variacemi)

### Názvy
- RUP – zkratka Rugby University Praha (1955–1959),
- Slavia VŠ Praha (1959–1960),
- Slavia HF UK Praha (1966–1975),
- VŠTJ Humanitních fakult UK Praha – zkráceně Humanita (1975–1990),
- VŠK Iuridica Praha (1990–1995),
- ARC Iuridica Praha (1996 – dosud)

### Úspěchy
- Muži: 3. místo mužů v českém přeboru 1985/86 (trenér Adolf Poslušný) a 5. místo v celostátní 1. lize 2006/2007 (trenér Pavel Pokorný);
- Mládež: 2. místo družstva mladších žáků v celostátním přeboru ČR 2000 ve Vyškově (trenér Jindřich Kašpárek).
- Tým byl v Anglii, Francii, Nizozemsku, Německu (NDR i SRN), Walesu, Maďarsku, Polsku, Švýcarsku, Polsku, Jugoslávii, v SSSR, v dnešním Rusku, na Ukrajině, v Gruzii, dále v Itálii a Portugalsku.
- Nejatraktivnější domácí soupeři: výběr Buenos Aires (1998), a týmy z USA – Lincoln Park RFC (2002) a Olympic RC San Francisco (2002).

## Mládež
V sezóně 2015/16 se v klubu opět obnovilo fungování mládeže. V tuto chvíli trénujeme chlapce a dívky ve věku 5–11 let z širokého okolí klubu. Každý trénink je náborový – aktuální informace jsou na webu.

## Prezidenti klubu
- 1956: Prof. Zdeněk Sláma,
- 1957: Miroslav Horčic,
- 1958–1960: Josef Vačkář,
- 1960–1966: Prof. Zdeněk Sláma,
- 1969–1970: JUDr. Leopold Surga,
- 1970–1971: JUDr. Vladimír Zoufalý,
- 1972–1974: Doc. JUDr. Antonín Kanda, CSc.
- 1974–1986: JUDr. Vladimír Zoufalý,
- 1987–1989: JUDr. Jiří Goldstein,
- 1990–1991: Ing. Pavel Flusek,
- 1992: Jakub Hurt,
- 1993: Ing. Michal Pátek,
- 1994–1995: Mgr. Jan Šach,
- 1995: Václav Loučka,
- 1995–1996: JUDr. Ladislav Moc,
- 1996–1997: Mgr. Kamil Košina,
- 1997–2000: Mgr. Jan Šach,
- 2000–2003: Mgr. Jaroslav Tajbr,
- 2003: Vladimír Šipkovský, zvaný Jáchym,
- 2003–2015: Mgr. Jaroslav Tajbr,
- od poč. 2015: Ing. Radko Smola